# Emulti
Emulti – pierwsza polska multiwyszukiwarka, która powstała w 1999 i działała do ok. 2009 r. Zadawała zapytania do kilku wyszukiwarek w tym samym czasie. Użytkownik otrzymywał najdokładniejsze wyniki z kilku najlepszych wyszukiwarek polskich i światowych, takich jak: AltaVista, Yahoo!, Infoseek, Netoskop, Interia.pl czy też Wirtualna Polska.
Emulti pobierała wyniki w czasie rzeczywistym, tj. przesyłała część wyników pobranych do momentu upływu maksymalnego czasu oczekiwania. Przerywała połączenie po pobraniu właściwych danych (nie czekając na pełny dokument) – w niektórych przypadkach pobierała strony wynikowe od właściwego miejsca (np. od 50 linii), bez wczytywania początku dokumentu – co znacznie zmniejszało czas oczekiwania. Po pobraniu wyników ze wszystkich wyszukiwarek Emulti usuwała duplikaty, sortowała je w zależności od „wagi” (najcelniejsze trafienia ze wszystkich wyszukiwarek były prezentowane na pierwszych kilku stronach), losowała i wyświetlała wyniki, a także wyraźnie wyróżniała linki sponsorowane.
W roku 2001 generowała prawie trzy miliony odsłon miesięcznie. Według danych Global eMarketing – emulti.pl znajdowała się w styczniu 2002 na piątym miejscu wśród polskich wyszukiwarek – tuż za serwisami onet.pl, wp.pl, interia.pl, netsprint.pl i wyprzedzając serwisy: hoga.pl, poland.com, portal.pl, gazeta.pl.
W 2006 roku emulti.pl trafiła na listę najpopularniejszych witryn.
Multiwyszukiwarka podawała dokładną historię połączenia – wyświetlała komunikaty o braku połączenia z poszczególnymi serwerami, o przerwaniu połączenia, o prawidłowym pobraniu wyników i o wyłączeniu danej wyszukiwarki przez użytkownika. Jeżeli wynik wyszukiwania występował w kilku wyszukiwarkach, przy wyświetlanym linku i opisie pojawiała się informacja z jakich wyszukiwarek pochodzi link.
Pobierając wyniki z polskich wyszukiwarek Emulti zamieniała stronę kodową Windows-1250 (dość często jeszcze spotykaną w polskim Internecie) na ISO 8859-2, dzięki czemu wyświetlane tytuły i opisy miały poprawnie kodowane polskie znaki.
Emulti obsługiwała system zmiennej wizualizacji strony, który pozwalał na zmianę wyglądu całego serwisu w zależności od preferencji użytkownika z zachowaniem stałych linków.